# Muraenosaurus
Muraenosaurus ("reptil morena") es un género extinto de plesiosauroide criptoclídido que vivió en el Jurásico Medio, en lo que hoy es Europa. Sus fósiles se han hallado en Inglaterra y Francia. Restos probablemente pertenecientes a este género se han hallado también en Argentina y Chile.</ref>
Muraenosaurus crecía hasta los 6 metros de largo, con cerca de la mitad de esta longitud constituida por el cuello del animal, el cual poseía hasta 44 vértebras, siendo el total de vértebras del cuerpo 79. Detrás del cuello, Muraenosaurus tenía un cuerpo corto y relativamente inflexible y poderosas aletas. La dieta de este reptil pudo ser de peces. La cabeza era notablemente pequeña comparada con el tamaño total del animal, midiendo apenas 37 centímetros de largo. Esta anatomía recuerda a la de los elasmosáuridos posteriores, con los que ha sido relacionado en ocasiones, pero los análisis filogenéticos indican que es un pariente próximo de Cryptoclidus y que su parecido es resultado de la convergencia evolutiva.

## Galería

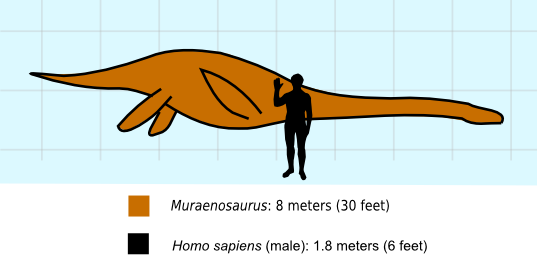
Muraenosaurus con un humano a escala
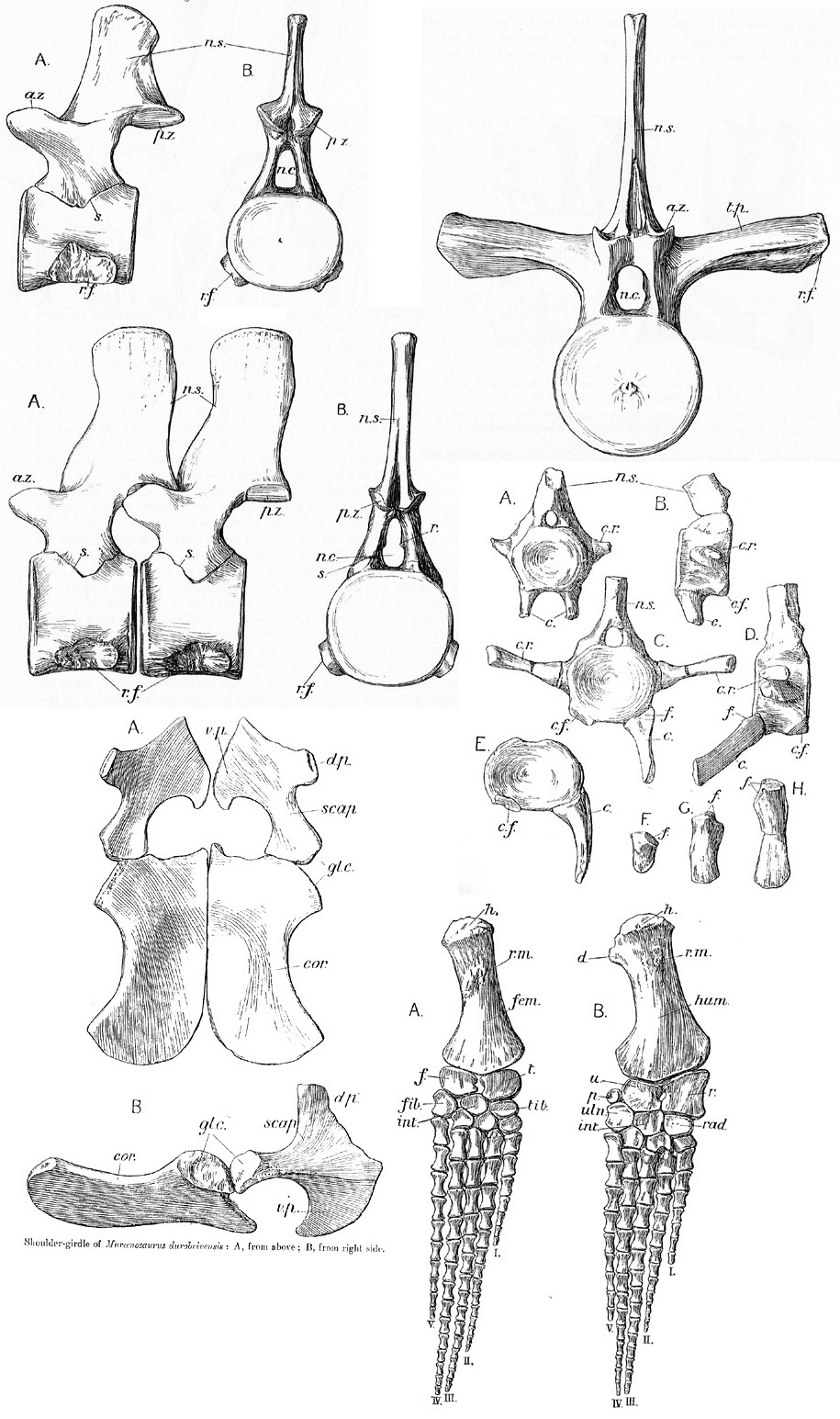
Huesos de M. beloclis